# Dave Thomas (attore)
Dave Thomas, nato David Thomas (St. Catharines, 20 maggio 1949), è un regista e comico canadese, noto per le sue parodie di celebrità nel programma comico canadese SCTV e per aver interpretato Doug McKenzie insieme all'amico comico Rick Moranis nei panni del fratello Bob, personaggi portati anche al cinema.

## Biografia
Figlio primogenito di John E. Thomas, studioso di etica medica, e Mooren Thomas, organista in una chiesa si trasferisce con i genitori a Durham, perché il padre riceve la cattedra alla Duke University in filosofia. A 12 anni si trasferisce a Dundas, dove frequenta il liceo. Si laurea alla McMaster University di Hamilton in letteratura inglese con lode. Da questa università gli è stata anche riconosciuta una laurea honoris causa il 20 novembre 2009. Faceva parte del cast di Toronto di Godspell insieme a Victor Garber, Martin Short, Eugene Levy, e Andrea Martin, con Paul Shaffer come direttore musicale.
Divenne celebre grazie alla creazione, insieme a Rick Moranis, dei "fratelli McKenzie", personaggi che parodiano i canadesi. Il primo film in cui recita Dave Thomas è Una casa per sempre insieme a Jane Fonda. È stato sceneggiatore e attore in "The new show" dove si parlava del personale di una centrale elettrica che creava frequenti scene comiche. Fra gli attori era anche presente Steve Martin. Questo programma andò in onda nel 1986. Nel 1990 produsse, scrisse e recitò ne "Lo show di Dave Thomas". Nel 1991 il suo spettacolo televisivo "Public Enemy # 2" viene inserito nella lista dei Migliori 10 Programmi Televisivi" di quell'anno. Nel 1992 è co-produttore del reality "America's Funniest People", ma lascia l'incarico dopo 13 settimane per recitare in "Teste di cono" su richiesta di Dan Aykroyd.

## Filmografia parziale
- Una casa per sempre (1978) - Film TV
- La strana voglia (The Adventures of Bob & Doug McKenzie: Strange Brew), co-regia con Rick Moranis (1983)
- The New Show (8 episodi, 1984)
- Teste di cono (Coneheads), regia di Steve Barron (1993)
- Rat Race, regia di Jerry Zucker (2001)
- Koda, fratello orso (Brother Bear), regia di Robert Walker e Aaron Blaise (2003) - voce
- I Simpson (2 episodi, 1997-2006) - voce

## Doppiatori italiani
Nelle versioni in italiano delle opere in cui ha recitato, Dave Thomas è stato doppiato da:
- Mino Caprio in Weeds, Santa's Slay
- Giorgio Melazzi in Beethoven 5
- Carlo Reali in Perception
- Pierluigi Astore in American Party - Due gambe da sballo
- Sergio Di Stefano in Rat Race
- Sergio Di Giulio in Bones

Da doppiatore è stato sostituito da:
- Stefano De Sando in I Simpson (ep. 4x15)
- Adolfo Margiotta in Koda, fratello orso